# Équipe de France de rugby à XV en 2020
L'équipe de France de rugby à XV, en 2020, dispute les cinq matchs du tournoi des Six Nations, un match amical contre le pays de Galles et la Coupe d'automne des nations. C'est la première année pour Fabien Galthié comme sélectionneur et entraîneur principal du XV de France, avec Raphaël Ibañez comme manager général.

## Déroulé

### Tournoi des Six Nations
Alors qu'il vient de prendre les commandes des Bleus, Fabien Galthié entame le Tournoi des Six Nations avec un groupe jeune, qui n'inquiète pas outre-mesure les autres nations, notamment le sélectionneur anglais Eddie Jones. Cependant, à l'ouverture du Six Nations, les Bleus s'imposent 24 à 17 au Stade de France face aux Anglais de ce même Eddie Jones, après les avoir menés 17-0 à la mi-temps et 24-0 à la 57e. Les Français laissent cependant le point de bonus défensif aux Anglais en toute fin de match, point qui permettra au XV de la Rose de remporter le Tournoi devant la France. Les Bleus enchaînent avec une victoire bonifié face à l'Italie au Stade de France (35-22) puis font chuter les Gallois au Principallity Stadium pour la première fois depuis 10 ans, grâce à un Romain Ntamack en forme, auteur de 17 des 27 points des Bleus. Juste avant le premier confinement, l'équipe de France perd ses ambitions pour le Grand Chelem en se faisant battre en Écosse (28-17), ayant évolué à 14 durant toute une mi-temps après un carton rouge reçu par Mohamed Haouas. Avant le dernier match face à l'Irlande, les Bleus affrontent en match amical le pays de Galles qu'ils battent 38 à 21. Lors de la reprise du Tournoi en octobre, le XV de France s'imposent à domicile avec le bonus face aux Irlandais 35 à 27 mais ne parviennent à s'imposer avec un écart de points suffisant pour leur faire gagner le Tournoi qu'ils finissent donc à la 2e place.

### Coupe d'automne des nations
Afin de remplacer la tournée d'automne annulée, une compétition est créée groupant les nations des Six Nations ainsi que la Géorgie et les Fidji. La France compte dans sa poule l'Écosse, l'Italie et les Fidji. Son premier match contre les Fidji est annulé, le groupe îlien étant atteint par la Covid-19, les Bleus gagnent donc par forfait 28-0. La semaine suivante, les Bleus se rachètent de leur défaite de mars en battant les Écossais à Murrayfield 22 à 15, puis battent les Italiens 36 à 5 au Stade de France, avec une équipe remaniée, les accords entre la FFR et la LNR ayant restreint chaque joueur à trois feuilles de match. Avec à peu près cette même équipe, les Bleus défient les Anglais dans leur antre de Twickenham pour la finale de cette compétition, les deux équipes ayant fini premières de leurs poules. L'Angleterre s'impose 22-19, au terme de prolongations et remportent leur deuxième compétition de l'année devant la France.

## Tableau des matchs
| Date             | Lieu                           | Adversaire     | Score   | Type                        | Équipe et marqueurs |
| ---------------- | ------------------------------ | -------------- | ------- | --------------------------- | --- |
| 2 février 2020   | Stade de France, Saint-Denis   | Angleterre     | V 24-17 | Tournoi des Six Nations     | Anthony Bouthier - Teddy Thomas, Virimi Vakatawa, Gaël Fickou, Vincent Rattez - (o) Romain Ntamack, (m) Antoine Dupont - Grégory Alldritt, Charles Ollivon , François Cros - Paul Willemse, Bernard Le Roux - Mohamed Haouas, Julien Marchand, Cyril Baille 3 essais (Rattez, Ollivon x2), 3 transformations (Ntamack x3), 1 pénalité (Ntamack)                                      |
| 9 février 2020   | Stade de France, Saint-Denis   | Italie         | V 35-22 | Tournoi des Six Nations     | Anthony Bouthier - Teddy Thomas, Arthur Vincent, Gaël Fickou, Vincent Rattez - (o) Romain Ntamack, (m) Antoine Dupont - Grégory Alldritt, Charles Ollivon , François Cros - Paul Willemse, Bernard Le Roux - Mohamed Haouas, Julien Marchand, Cyril Baille 5 essais (Thomas, Ollivon, Alldritt, Ntamack, Serin), 2 transformations (Ntamack, Jalibert), 2 pénalités (Ntamack x2)     |
| 22 février 2020  | Principality Stadium, Cardiff  | Pays de Galles | V 23-27 | Tournoi des Six Nations     | Anthony Bouthier - Teddy Thomas, Virimi Vakatawa, Arthur Vincent, Gaël Fickou - (o) Romain Ntamack, (m) Antoine Dupont - Grégory Alldritt, Charles Ollivon , François Cros - Paul Willemse, Bernard Le Roux - Mohamed Haouas, Julien Marchand, Cyril Baille 3 essais (Bouthier, Willemse, Ntamack), 3 transformation (Ntamack x3 ), 2 pénalités (Ntamack x2)                         |
| 8 mars 2020      | Murrayfield Stadium, Édimbourg | Écosse         | D 17-28 | Tournoi des Six Nations     | Anthony Bouthier - Damian Penaud, Virimi Vakatawa, Arthur Vincent, Gaël Fickou - (o) Romain Ntamack, (m) Antoine Dupont - Grégory Alldritt, Charles Ollivon , François Cros - Paul Willemse, Bernard Le Roux - Mohamed Haouas, Julien Marchand, Jefferson Poirot 2 essais (Penaud, Ollivon), 2 transformations (Jalibert x2 ), 1 pénalité (Jalibert)                                 |
| 24 octobre 2020  | Stade de France, Saint-Denis   | Pays de Galles | V 38-21 | Test match                  | Anthony Bouthier - Teddy Thomas, Virimi Vakatawa, Gaël Fickou, Vincent Rattez - (o) Romain Ntamack, (m) Antoine Dupont - Grégory Alldritt, Charles Ollivon , François Cros - Paul Willemse, Bernard Le Roux - Mohamed Haouas, Julien Marchand, Cyril Baille 5 essais (Baille, Dupont x2, Ollivon, Thomas), 5 transformations (Ntamack x5 ), 1 pénalité (Ntamack)                     |
| 31 octobre 2020  | Stade de France, Saint-Denis   | Irlande        | V 35-27 | Tournoi des Six Nations     | Anthony Bouthier - Vincent Rattez, Virimi Vakatawa, Arthur Vincent, Gaël Fickou - (o) Romain Ntamack, (m) Antoine Dupont - Grégory Alldritt, Charles Ollivon , François Cros - Paul Willemse, Bernard Le Roux - Mohamed Haouas, Julien Marchand, Cyril Baille 4 essais (Dupont, pénalité, Ntamack, Vakatawa), 2 transformations (Ntamack x2 ), 3 pénalités (Ntamack x3)              |
| 22 novembre 2020 | Murrayfield Stadium, Édimbourg | Écosse         | V 20-15 | Coupe d'automne des nations | Thomas Ramos -Teddy Thomas, Virimi Vakatawa, Gaël Fickou, Vincent Rattez - (o) Matthieu Jalibert, (m) Antoine Dupont - Grégory Alldritt, Charles Ollivon , Dylan Cretin - Romain Taofifénua, Bernard Le Roux - Demba Bamba, Camille Chat, Jean-Baptiste Gros 1 essai (Vakatawa), 1 transformation (Ramos), 4 pénalités (Ramos x4), 1 drop (Jalibert)                                 |
| 28 novembre 2020 | Stade de France, Saint-Denis   | Italie         | V 36-5  | Coupe d'automne des nations | Brice Dulin - Teddy Thomas, Jean-Pascal Barraque, Jonathan Danty, Gabin Villière - (o) Matthieu Jalibert, (m) Baptiste Serin - Anthony Jelonch, Sekou Macalou, Cameron Woki - Baptiste Pesenti, Killian Geraci - Dorian Aldegheri, Peato Mauvaka, Rodrigue Neti 5 essais (Danty, Villière, Serin, Thomas, Macalou), 4 transformations (Jalibert x3, Carbonel), 1 pénalité (Jalibert) |
| 6 décembre 2020  | Twickenham Stadium, Londres    | Angleterre     | D 21-19 | Coupe d'automne des nations | Brice Dulin - Alivereti Raka, Yoram Moefana, Jonathan Danty, Gabin Villière - (o) Matthieu Jalibert, (m) Baptiste Couilloud -Selevasio Tolofua, Anthony Jelonch, Cameron Woki - Baptiste Pesenti, Killian Geraci - Dorian Aldegheri, Pierre Bourgarit, Hassane Kolingar 1 essai (Dulin), 1 transformation (Jalibert), 4 pénalités (Jalibert x2, Carbonel x2)                         |

## Joueurs
Le staff de Fabien Galthié a sélectionné 54 joueurs différents au cours de l'année 2020, issus de 12 clubs différents, tous en Top 14. Le Stade toulousain a fourni 10 joueurs et est le principal pourvoyeur d'internationaux français cette année encore, le Racing 92 et le RC Toulon le suivent avec 7 joueurs chacun. Aucun joueur n'a pu disputer l'intégrité des matchs du XV de France au cours de l'année, notamment à cause de la convention FFR/LNR limitant la présence de chaque joueur à trois feuilles de match sur les six rencontres prévues à l'automne 2020,. 11 joueurs auront en revanche disputé le maximum de 7 matchs cette année.
| Joueurs              | Club 2019-2020        | Club 2020-2021        | Pos.             | Sél. (Cap.) | Pts. | Ess. | Tr. | Pén. | Dp. |
| -------------------- | --------------------- | --------------------- | ---------------- | ----------- | ---- | ---- | --- | ---- | --- |
| Dorian Aldegheri     | Stade toulousain      | Stade toulousain      | Pilier           | 2           | -    | -    | -   | -    | -   |
| Grégory Alldritt     | Stade rochelais       | Stade rochelais       | 3e ligne         | 7           | 5    | 1    | -   | -    | -   |
| Uini Atonio          | Stade rochelais       | Stade rochelais       | Pilier           | 2           | -    | -    | -   | -    | -   |
| Cyril Baille         | Stade toulousain      | Stade toulousain      | Pilier           | 6           | 5    | 1    | -   | -    | -   |
| Demba Bamba          | Lyon OU               | Lyon OU               | Pilier           | 7           | -    | -    | -   | -    | -   |
| Pierre-Louis Barassi | Lyon OU               | Lyon OU               | Centre           | 1           | -    | -    | -   | -    | -   |
| Jean-Pascal Barraque | ASM Clermont          | ASM Clermont          | Centre           | 1           | -    | -    | -   | -    | -   |
| Teddy Baubigny       | Racing 92             | Racing 92             | Talonneur        | 1           | -    | -    | -   | -    | -   |
| Sébastien Bézy       | Stade toulousain      | ASM Clermont          | Demi de mêlée    | 1           | -    | -    | -   | -    | -   |
| Pierre Bourgarit     | Stade rochelais       | Stade rochelais       | Talonneur        | 1           | -    | -    | -   | -    | -   |
| Anthony Bouthier     | Montpellier HR        | Montpellier HR        | Arrière          | 6           | 5    | 1    | -   | -    | -   |
| Louis Carbonel       | RC Toulon             | RC Toulon             | Demi d'ouverture | 2           | 8    | -    | 1   | 2    | -   |
| Cyril Cazeaux        | Union Bordeaux Bègles | Union Bordeaux Bègles | 2e ligne         | 1           | -    | -    | -   | -    | -   |
| Camille Chat         | Racing 92             | Racing 92             | Talonneur        | 4           | -    | -    | -   | -    | -   |
| Baptiste Couilloud   | Lyon OU               | Lyon OU               | Demi de mêlée    | 2           | -    | -    | -   | -    | -   |
| Dylan Cretin         | Lyon OU               | Lyon OU               | 3e ligne         | 5           | -    | -    | -   | -    | -   |
| François Cros        | Stade toulousain      | Stade toulousain      | 3e ligne         | 6           | -    | -    | -   | -    | -   |
| Jonathan Danty       | Stade français        | Stade français        | Centre           | 2           | 5    | 1    | -   | -    | -   |
| Guillaume Ducat      | Aviron bayonnais      | Aviron bayonnais      | 2e ligne         | 1           | -    | -    | -   | -    | -   |
| Brice Dulin          | Stade rochelais       | Stade rochelais       | Arrière          | 2           | 5    | 1    | -   | -    | -   |
| Antoine Dupont       | Stade toulousain      | Stade toulousain      | Demi de mêlée    | 7           | 15   | 3    | -   | -    | -   |
| Gaël Fickou          | Stade français        | Stade français        | Centre           | 7           | -    | -    | -   | -    | -   |
| Killian Geraci       | Lyon OU               | Lyon OU               | 2e ligne         | 2           | -    | -    | -   | -    | -   |
| Jean-Baptiste Gros   | RC Toulon             | RC Toulon             | Pilier           | 5           | -    | -    | -   | -    | -   |
| Mohamed Haouas       | Montpellier HR        | Montpellier HR        | Pilier           | 7           | -    | -    | -   | -    | -   |
| Matthieu Jalibert    | Union Bordeaux Bègles | Union Bordeaux Bègles | Demi d'ouverture | 7           | 29   | -    | 7   | 4    | 1   |
| Anthony Jelonch      | Castres olympique     | Castres olympique     | 3e ligne         | 2           | -    | -    | -   | -    | -   |
| Hassane Kolingar     | Racing 92             | Racing 92             | Pilier           | 2           | -    | -    | -   | -    | -   |
| Bernard Le Roux      | Racing 92             | Racing 92             | 2e ligne         | 7           | -    | -    | -   | -    | -   |
| Sekou Macalou        | Stade français        | Stade français        | 3e ligne         | 2           | 5    | 1    | -   | -    | -   |
| Julien Marchand      | Stade toulousain      | Stade toulousain      | Talonneur        | 7           | -    | -    | -   | -    | -   |
| Peato Mauvaka        | Stade toulousain      | Stade toulousain      | Talonneur        | 5           | -    | -    | -   | -    | -   |
| Yoram Moefana        | Union Bordeaux Bègles | Union Bordeaux Bègles | Centre           | 2           | -    | -    | -   | -    | -   |
| Rodrigue Neti        | Stade toulousain      | Stade toulousain      | Pilier           | 2           | -    | -    | -   | -    | -   |
| Romain Ntamack       | Stade toulousain      | Stade toulousain      | Demi d'ouverture | 6           | 70   | 3    | 14  | 9    | -   |
| Charles Ollivon      | RC Toulon             | RC Toulon             | 3e ligne         | 7 (7)       | 25   | 5    | -   | -    | -   |
| Boris Palu           | Racing 92             | Racing 92             | 2e ligne         | 2           | -    | -    | -   | -    | -   |
| Damian Penaud        | ASM Clermont          | ASM Clermont          | Ailier           | 1           | 5    | 1    | -   | -    | -   |
| Baptiste Pesenti     | Section paloise       | Section paloise       | 2e ligne         | 2           | -    | -    | -   | -    | -   |
| Jefferson Poirot     | Union Bordeaux Bègles | Union Bordeaux Bègles | Pilier           | 3           | -    | -    | -   | -    | -   |
| Alivereti Raka       | ASM Clermont          | ASM Clermont          | Ailier           | 1           | -    | -    | -   | -    | -   |
| Thomas Ramos         | Stade toulousain      | Stade toulousain      | Arrière          | 5           | 14   | -    | 1   | 4    | -   |
| Vincent Rattez       | Stade rochelais       | Montpellier HR        | Ailier           | 5           | 5    | 1    | -   | -    | -   |
| Swan Rebbadj         | RC Toulon             | RC Toulon             | 2e ligne         | 1           | -    | -    | -   | -    | -   |
| Arthur Retière       | Stade rochelais       | Stade rochelais       | Ailier           | 1           | -    | -    | -   | -    | -   |
| Baptiste Serin       | RC Toulon             | RC Toulon             | Demi de mêlée    | 6           | 10   | 2    | -   | -    | -   |
| Romain Taofifénua    | RC Toulon             | RC Toulon             | 2e ligne         | 6           | -    | -    | -   | -    | -   |
| Teddy Thomas         | Racing 92             | Racing 92             | Ailier           | 6           | 15   | 3    | -   | -    | -   |
| Selevasio Tolofua    | Stade toulousain      | Stade toulousain      | 3e ligne         | 1           | -    | -    | -   | -    | -   |
| Virimi Vakatawa      | Racing 92             | Racing 92             | Centre           | 6           | 10   | 2    | -   | -    | -   |
| Gabin Villière       | RC Toulon             | RC Toulon             | Ailier           | 2           | 5    | 1    | -   | -    | -   |
| Arthur Vincent       | Montpellier HR        | Montpellier HR        | Centre           | 7           | -    | -    | -   | -    | -   |
| Paul Willemse        | Montpellier HR        | Montpellier HR        | 2e ligne         | 7           | 5    | 1    | -   | -    | -   |
| Cameron Woki         | Union Bordeaux Bègles | Union Bordeaux Bègles | 3e ligne         | 4           | -    | -    | -   | -    | -   |

## Statistiques
Au total, le XV de France a inscrit 29 essais durant cette année et un total de 251 points.

### Meilleurs réalisateurs
Le demi d'ouverture Romain Ntamack est le principal buteur de l'équipe de France, notamment durant le Tournoi des Six Nations où il inscrit 57 points, le meilleur score de l'édition. Il est suppléé par Matthieu Jalibert, Thomas Ramos ou Louis Carbonel, notamment durant la Coupe d'automne des nations.
| Rang | Joueur            | Poste                | Points | Essais | Transf. | Pén. | Drops |
| ---- | ----------------- | -------------------- | ------ | ------ | ------- | ---- | ----- |
| 1    | Romain Ntamack    | Demi d'ouverture     | 70     | 3      | 14      | 9    | 0     |
| 2    | Matthieu Jalibert | Demi d'ouverture     | 29     | 0      | 7       | 4    | 1     |
| 3    | Charles Ollivon   | Troisième ligne aile | 25     | 5      | 0       | 0    | 0     |
| 4    | Antoine Dupont    | Demi de mêlée        | 15     | 3      | 0       | 0    | 0     |
| -    | Teddy Thomas      | Ailier               | 15     | 3      | 0       | 0    | 0     |
| 5    | Thomas Ramos      | Arrière              | 14     | 0      | 1       | 4    | 0     |

### Meilleurs marqueurs
Le capitaine et troisième ligne Charles Ollivon se classe premier parmi les marqueurs d'essais français de 2020, inscrivant notamment 4 essais dans le Tournoi des Six Nations, ce qui fait de lui le meilleur marqueur de l'édition. Il est suivi du demi de mêlée Antoine Dupont, auteur notamment d'un doublé contre le pays de Galles, et de l'ailier Teddy Thomas, tous deux auteurs de trois essais durant l'année.
| Rang | Joueur          | Poste                | Essais |
| ---- | --------------- | -------------------- | ------ |
| 1    | Charles Ollivon | Troisième ligne aile | 5      |
| 2    | Antoine Dupont  | Demi de mêlée        | 3      |
| -    | Teddy Thomas    | Ailier               | 3      |
| -    | Romain Ntamack  | Demi d'ouverture     | 3      |
| 5    | Virimi Vakatawa | Centre               | 2      |
| -    | Baptiste Serin  | Demi de mêlée        | 2      |